# Sterkfontein

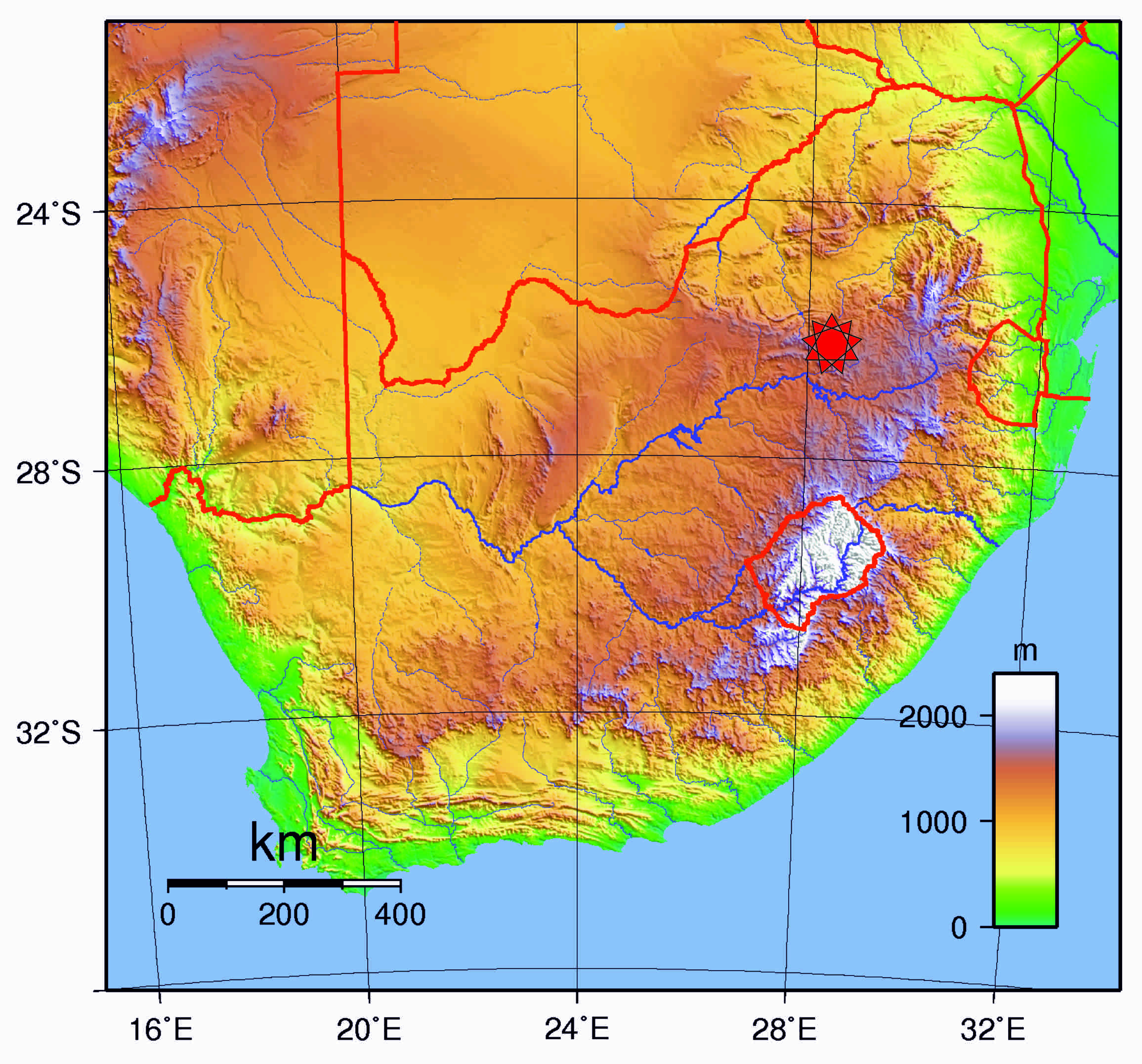
Poloha Sterkfontein na mapě jižní Afriky

Sterkfontein je krasová jeskyně, nacházející se v Jihoafrické republice, severozápadně od Johannesburgu (provincie Gauteng) v údolí řeky Blaauwbank. Představuje dosud nejbohatší naleziště ostatků hominina druhu Australopithecus africanus a je jedním ze symbolů paleoantropologie jižní Afriky. Jako významná paleoantropologická a archeologická lokalita je součástí oblasti zvané Kolébka lidstva, patřící od roku 1999 ke světovému dědictví UNESCO. Velmi těsně sousedí s jeskyní Swartkrans, která se nachází na protější straně údolí.

## Dějiny výzkumu
Jeskyně, kterou v roce 1894 objevil Guglielmo Martinaglia, se stejně jako okolní lokality stala koncem 19. století místem těžby vápence. Záhy se začaly objevovat první ostatky vyhynulých živočichů, jak dokládají písemné zprávy z let 1896-1897. Některé návštěvníky zaujala i pozoruhodná krasová výzdoba jeskyně. Začali proto usilovat o její ochranu, což se ovšem nepodařilo, a tak byly krápníky i jiné sintrové útvary v letech 1918-1920 nenávratně poškozeny postupující těžbou.

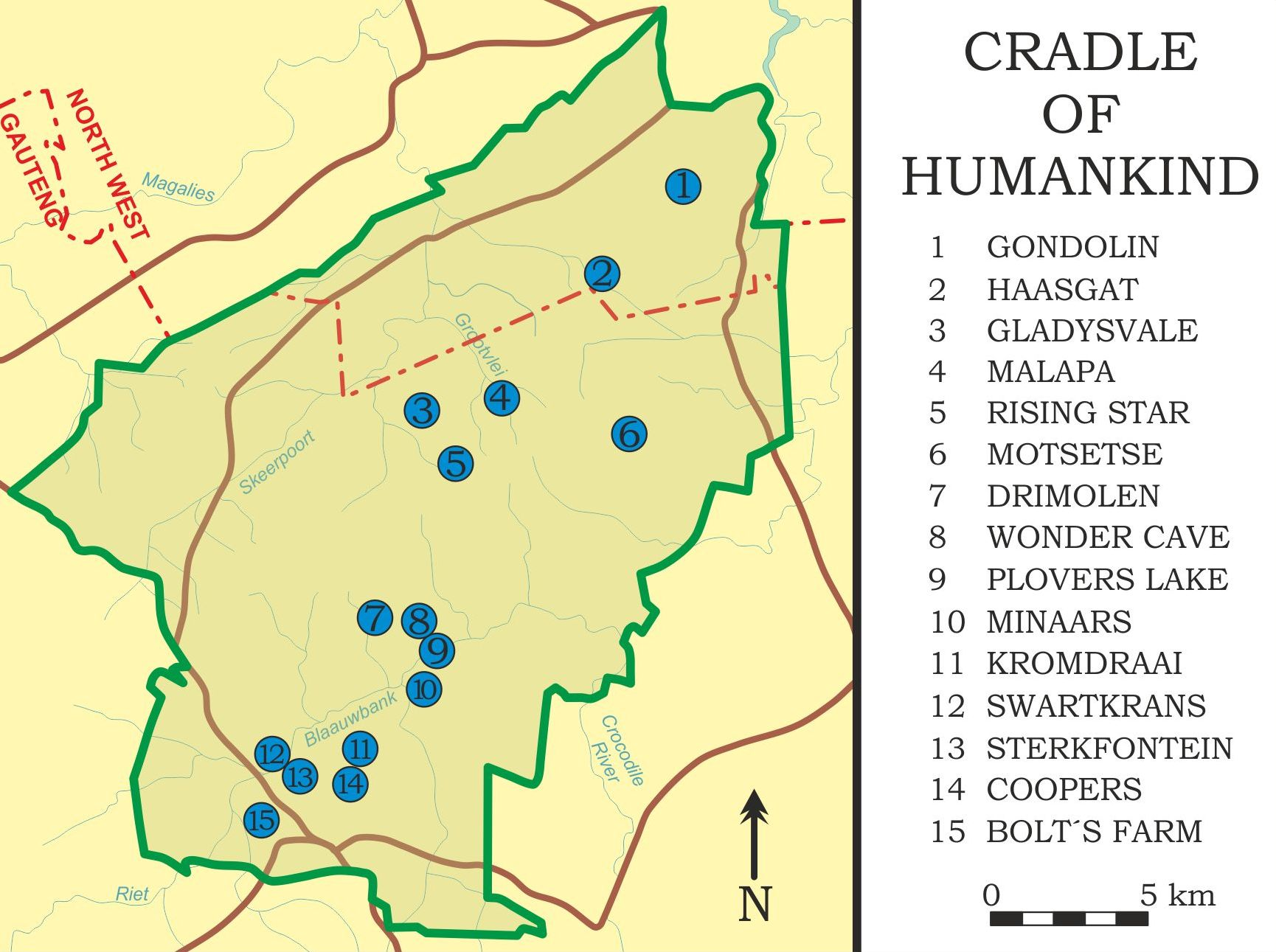
Poloha Sterkfontein v rámci Kolébky lidstva

Místo získalo mezinárodní věhlas roku 1936, kdy tu Robert Broom 17. srpna zachytil první známé ostatky dospělého australopitéka. Rod Australopithecus byl sice popsán již v roce 1925, ale jen na základě dětské lebky (tzv. Taungské dítě), která nemohla být vzhledem k neukončenému růstu plnohodnotnou oporou pro uznání nového taxonu.
Robert Broom pak ostatky homininů ve Sterkfontein vyhledával až do roku 1939 a zachytil ještě 18 vzorků. První nálezy popsal jako Australopithecus transvaalensis, ale již v roce 1937 je kvůli mírným odlišnostem od znaků taungského dítěte přesunul do samostatného rodu Plesianthropus (P. transvaalensis). Po revizi z roku 1954 jsou všechny nálezy shrnovány do druhu Australopithecus africanus.
Během druhé světové války byly těžební práce zastaveny v důsledku poklesu poptávky po vápenci. Tak ustala i výzkumná činnost, která mohla být obnovena až 1. dubna 1947. Vedení prací se opět ujal Robert Broom, a to až do března roku 1949, kdy se i se svými spolupracovníky přesunul k nedaleké jeskyni Swartkrans. Již 18. dubna 1947 přitom byla ve Sterkfontein nalezena velmi dobře dochovaná lebka STS 5, která podle tehdejšího rodového názvu získala přezdívku Mrs. Ples.

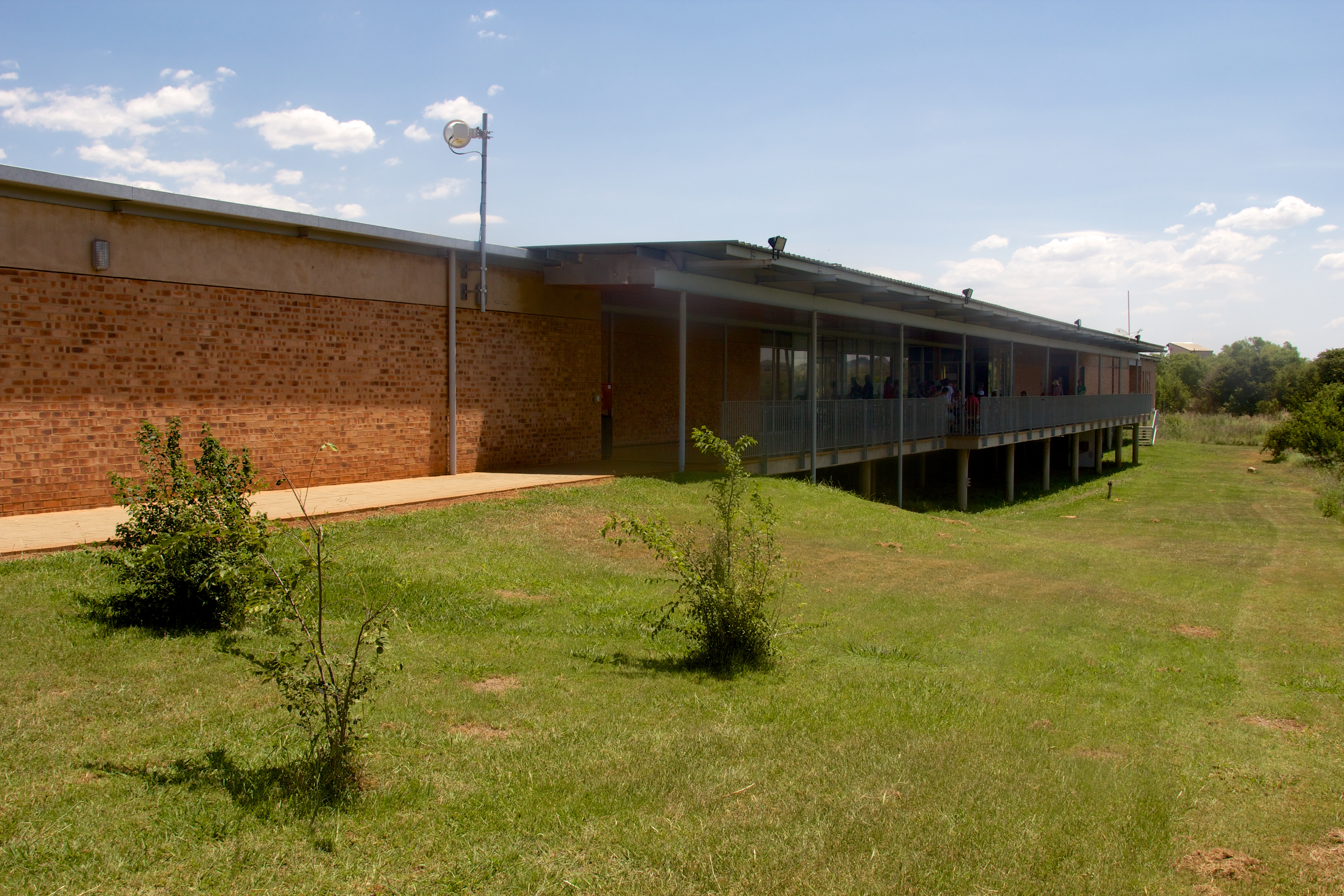
Návštěvnické centrum u Sterkfontein

Další odkryvy na lokalitě započaly v roce 1954. Roku 1956 C. K. Brain v dříve nezkoumané části odhalil první kamenné nástroje. To způsobilo zvýšení zájmu o lokalitu. Odkryvy v letech 1957-1958 vedl John T. Robinson a kromě několika kosterních ostatků homininů objevil přes 200 kamenných a kostěných nástrojů.

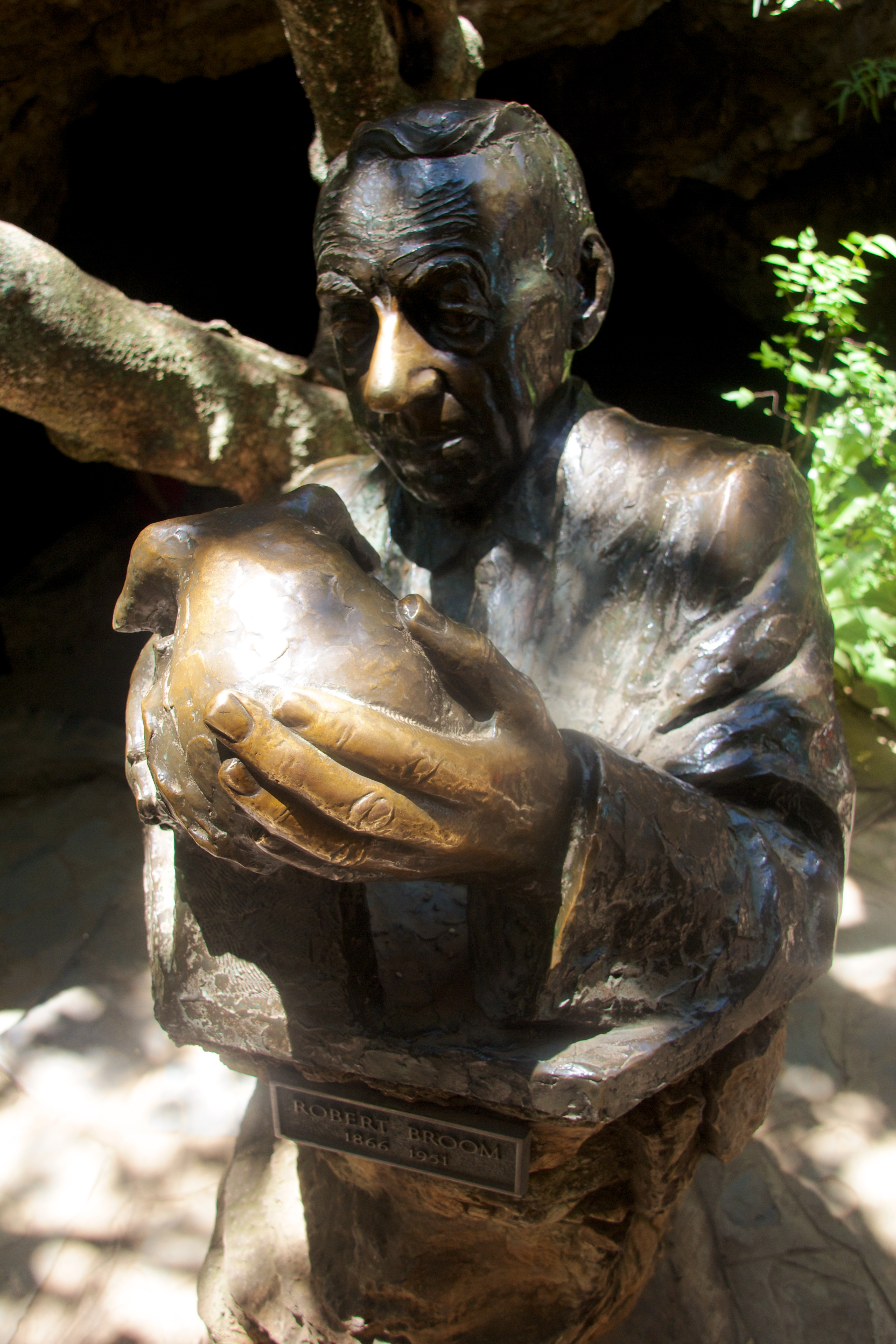
Busta Roberta Brooma u vstupu do jeskyně

Zásadní krok byl učiněn v roce 1959. Tehdejší majitelé věnovali území jeskyně Sterkfontein univerzitě Witwatersrand v Johannesburgu, aby tu její zástupci mohli bez omezení pokračovat ve výzkumech. Roku 1966 tak P. V. Tobias zahájil rozsáhlý systematický výzkum jeskynního systému, který pokračuje až do současnosti a představuje jeden z nejdéle trvajících paleoantropologických výzkumů v Africe.
Hlavní pozornost se tradičně soustředila na uloženiny v horní části jeskyně (tzv. Type site a Extension site), vydávající velmi početné ostatky časných homininů. V 90. letech 20. století se však pozornost upřela i do níže položených dutin. V roce 1995 byly odhaleny zlomky kostí australopitéků v Jacovec cavern a roku 1997 i v Silberberg Grotto.

## Geologie
Sterkfontein tvoří složitý jeskynní systém. V horní části se nachází jedna velká komora, která je vlivem eroze i těžby vápence otevřená k povrchu, částečně nezastropená. Dolní část jeskynního systému je výrazně rozsáhlejší a spletitější. Součástí je také na 30 podzemních jezírek a jezer. V těsném severním sousedství Sterkfontein se nacházejí samostatné jeskyně Lincoln a Fault Cave.

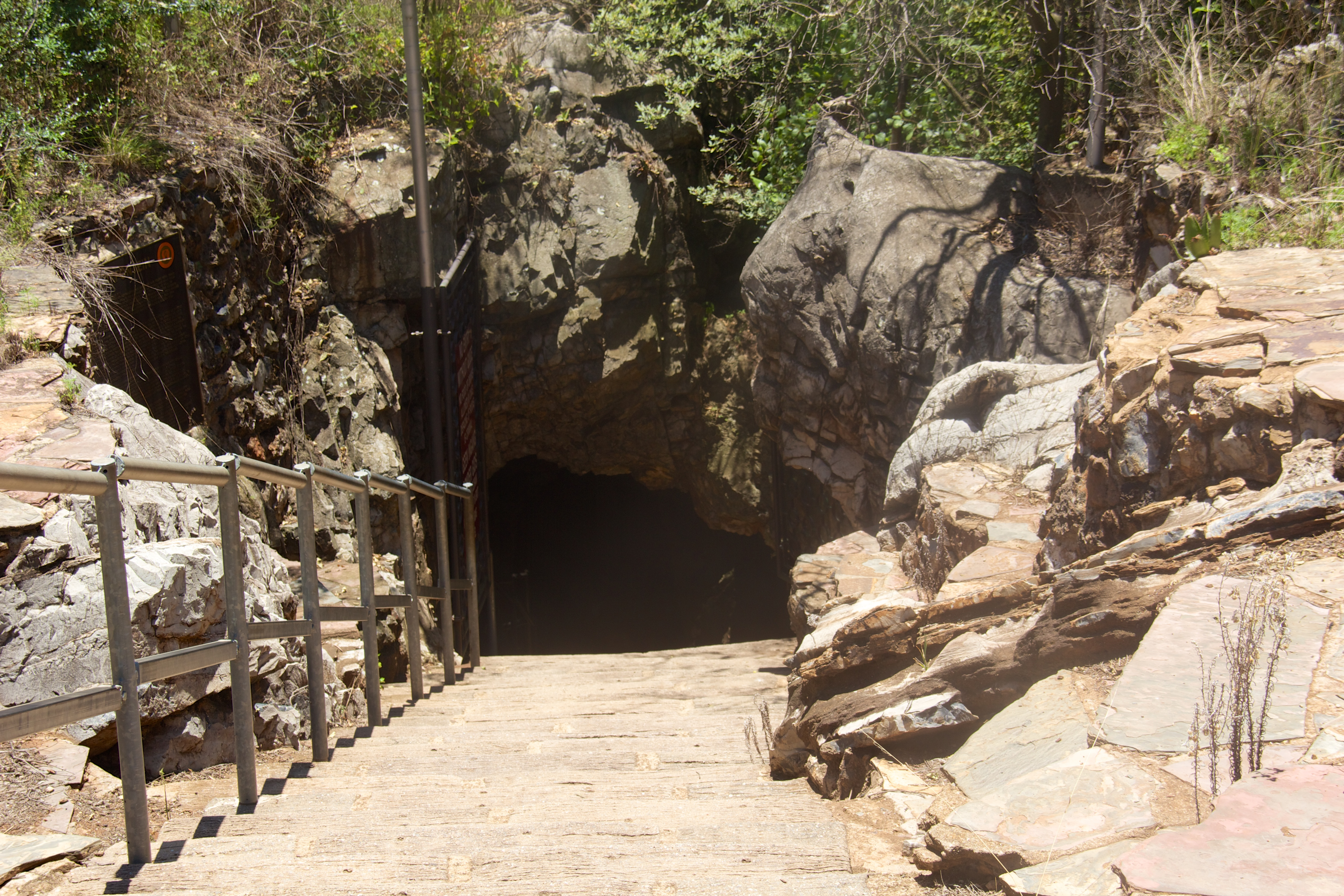
Vstup do jeskyně

Jednotlivé části jeskyně vyplňují sedimenty o mocnosti zhruba 20 m, místy však až 30 m. Usazeniny byly v roce 1978 rozděleny na 6 částí (Member 1 – Member 6), na počátku 21. století byla zdokumentována ještě sedmá část výplně, mladší než Member 6. Posoudit vzájemné vztahy jednotlivých úseků výplně však není snadné – mnohdy docházelo k ukládání na více místech naráz a období sedimentace byla střídána opětovnou erozí, takže stratigrafie není jednoznačně čitelná.
Základ jeskyně vznikl patrně v miocénu, zhruba před 18-20 miliony let, hluboko pod hladinou spodní vody a asi 50-60 m pod tehdejším povrchem. Následným poklesem spodní vody se pak dotvořila krasová jeskyně a postupně i její sintrová výzdoba. Souvislá vrstva sintru na stěnách značí, že jeskyně byla v té době plně nebo z větší části uzavřená. Kvůli chybějící vodě se však začaly rozšiřovat pukliny ve stropě, až se zhruba před 3 – 3,5 miliony let otevřely první svislé šachtovité vstupy. Těmi se dovnitř začala dostávat zemina z okolního povrchu včetně ostatků různých živočichů. Po zpevnění rozpuštěným a znovu vysráženým vápencem vznikla brekcie, typická výplň jihoafrických jeskyní. Postupně se díky erozi snižovala i úroveň terénu nad jeskyní, takže se výše položené dutiny ocitly těsně pod povrchem. Nejpozději před 2,8 miliony let se vstupy do jeskyně rozšířily natolik, že je různí živočichové (šavlozubé kočky, hyeny, lvi, levharti) mohli využívat jako doupata, čímž se dovnitř dostávaly i kosti jejich kořisti. Postupující eroze a následně těžba vápence nakonec způsobili propad části stropu ve střední části jeskyně.
Výplň jeskyně tvoří tyto části:
- Member 1: Nejlépe patrná je v Silberberg Grotto, kde dosahuje mocnosti až 12 m, ale její zbytky se nacházejí i v jiných částech jeskyně.
- Member 2: Dobře patrná je v Silberberg Grotto a dosahuje mocnosti 0,5 až 5 m. Struktura sedimentů i nalézané ostatky živočichů naznačují, že jeskyně ústila na povrch úzkými nepřístupnými šachtami, které se mohly stát smrtelnou pastí, pokud do nich zvířata spadla.
- Member 3: Patrná je především v Silberberg Grotto. Podle novějších studií může být současná s Member 4.[15]
- Member 4: Je zkoumána v horní části jeskynního systému (tzv. Type site).
- Member 5: Nachází se v horní části jeskynního systému (v prostoru Type site a Extension site).
- Member 6: Představuje malý zbytek sedimentů v západní části horní komory, většina již byla odstraněna erozí.
- Post-Member 6 Infill: Jedná se o výplň dutin, vytvořených erozí v Member 5.

Dále je zkoumána i Jacovec cavern. Nachází se asi 30 m pod současným povrchem a je jedním z nejníže položených míst ve Sterkfontein. Usazeniny, vyplňující tuto prostoru, nemají žádný stratigrafický vztah k dalším částem jeskyně.

## Datování

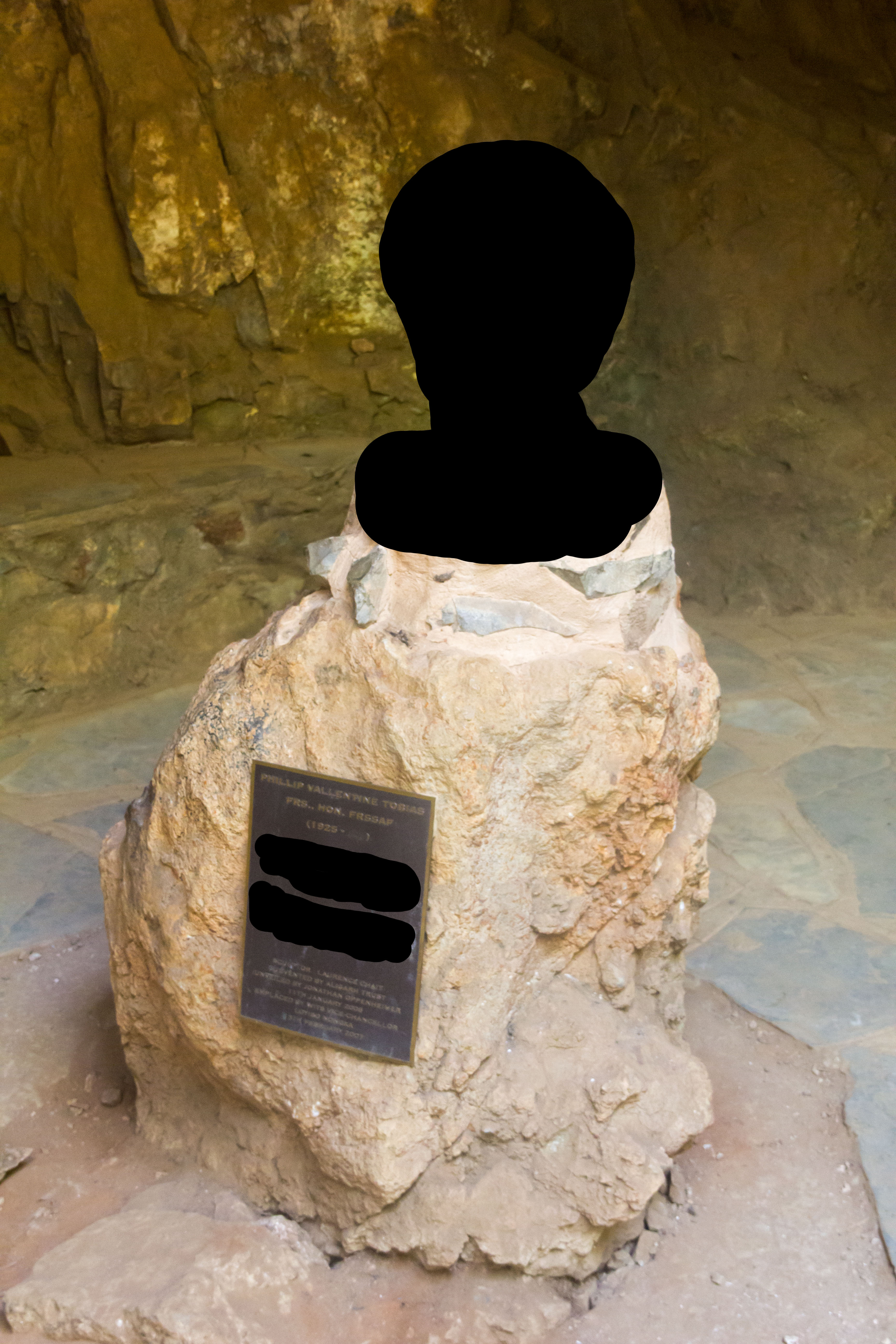
Phillip V. Tobias, který se významnou měrou zasloužil o výzkumy ve Sterkfontein

I přes rozsáhlý a dlouhodobý výzkum má lokalita dosud nejasné datovaní. Odborníci se shodují v počtu a dělení sedimentů, vyplňujících jeskyni, jejich odhadované stáří se ovšem může v jednotlivých studiích podstatným způsobem lišit. Důvodem je především nedostatek dobře datovatelných sedimentů, jakými jsou například východoafrické vrstvy sopečného popela, na něž lze snadno aplikovat radiometrické datovací metody. Ve Sterkfontein se proto – podobně jako v ostatních jihoafrických jeskyních – stále nejčastěji uplatňuje především biostratigrafie, tedy datace na základě přítomnosti určitých živočišných druhů. Jejich výskyt je přitom srovnáván s dobře datovatelnými lokalitami východní Afriky. Teprve v posledních letech technický rozvoj umožnil uplatnění absolutních datovacích metod i v jižní Africe – využíván je paleomagnetismus, ESR datování nebo metoda uran-olovo.
Snahy o přesnější dataci se tradičně soustředí především na část Member 4, která vydává početné ostatky homininů. Spektrum nalézaných druhů zvířat ji klade do doby zhruba před 2,3-2,8 milionu let. Starší paleomagnetické studie ji datovaly do rozmezí 2,16-2,58 miliony let, novější měření však odpovídají spíše době před 2,58-2,85 milionu let. Rovněž ESR datování odpovídá době před 2,6-2,8 milionu let, nejmladší části Member 4 však mohou být staré je asi 2 miliony let. Také nová datace metodou uran-olovo udává pro Member 4 stáří 2,0-2,6 milionu let.
S novými objevy ve starších částech jeskynní výplně se zájem obrací i k těmto sedimentům. Stáří Member 2 je ovšem předmětem živých debat. Původně bylo podle nálezu kostí vyhynulé hyeny Chasmaporthetes určeno na 3-3,5 milionu let. Paleomagnetické datování tento předpoklad potvrdilo datací do doby před 3,3 miliony let. Datace atomů berylia možné stáří původně posunula až na 4,17 milionu let, ale podrobnější aplikace téže metody dataci opravila na 3,67 milionu let. Jiné studie však předpokládají výrazně nižší stáří. Datace sintru pomocí metody uran-olovo a uran-thorium klade Member 2 do doby před 2,6-2,8 milionu let a nález hominina do doby před 2,2 milionu let Také nové využití paleomagnetismu ukázalo na stáří nejvýše 2,6 milionu let. Podrobnější průzkum stratigrafie však ukázal, že sintr je výrazně mladší než brekcie, z níž pocházejí nálezy.
Datace horniny v Jacovec cavern pomocí atomů berylia udává stáří 4,0-4,2 milionu let, ovšem přítomnost kostí rodu Equus naznačuje, že usazeniny nemohou být starší než 2,36 milionu let (nebo byly starší sedimenty později výrazně narušeny).
Datace Member 5 s nálezy kamenných nástrojů rovněž není jednoznačná. Dle biostratigrafie dosahuje podle většiny studií stáří 1,1-1,5 milionu let, může být ale i mírně starší, směrem ke 2 milionům let. Kombinace paleomagnetismu a ESR datování ukazuje na vznik v době před 1,1-1,4 milionu let.
Member 6 a mladší Post-member 6 vznikly ve středním až pozdním pleistocénu.

## Nálezy

Lebka Mrs Ples (STS 5) ze Sterkfontein

Sterkfontein představuje jedno z nejvýznamnějších míst, umožňujících poznání starší doby kamenné v Africe. Do roku 2015 zde bylo odhaleno přes 750 ostatků homininů (převážně zubů a zlomků lebek či čelistí), stovky tisíc kostí dalších živočichů, více než 300 zlomků fosilního dřeva a na 4000 kamenných nástrojů. Nálezy homininů patří především druhu Australopithecus africanus. Stovky kusů kostí dokládají na 90 jedinců. To umožňuje poznání širší populace z jediné lokality, studium individuálních rysů i rozdílů mezi pohlavími nebo různými věkovými kategoriemi. Dále byly zachyceny kosti druhu Homo ergaster a snad i Paranthropus robustus. Sterkfontein je tudíž nejbohatší naleziště homininů v jižní Africe a jedna z nejbohatších na světě.

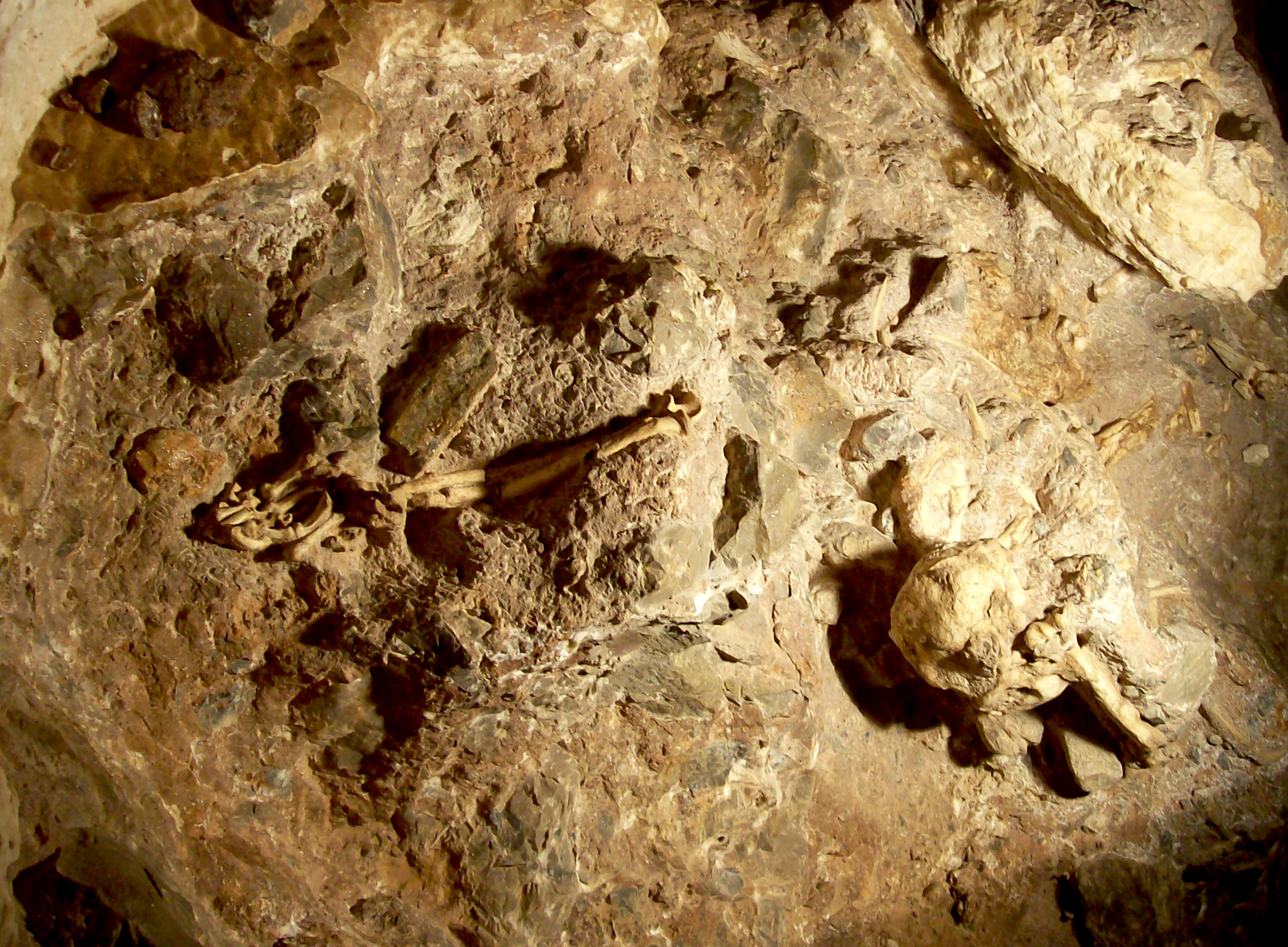
Kostra Little Foot v původním umístění

- Kostra Little Foot v původním umístěníMember 1: Sedimenty této části výplně jsou převážně sterilní, tj. neobsahují kostí zvířat ani homininů. Pochází z doby, kdy jeskyně ústila na povrch jen nepatrnými průduchy, které byly tak malé, že jimi nemohly propadnout žádné větší předměty (např. kosti).[13]
- Member 2: Spodní část této jednotky obsahuje značné množství zvířecích kostí, především šelem a primátů. Významný je zejména nález hominina rodu Australopithecus – nevídaně kompletní kostry zvané Little Foot. Může se jednat o jeden z nejstarších dokladů australopitéků v jižní Africe, datace je však zatím nejasná.[13]
- Member 3: Obsahuje zvířecí kosti, ale dosud nebyla zkoumána.[13]
- Member 4 je hlavním zdrojem ostatků homininů druhu A. africanus. Právě zde byly zachyceny vůbec první nálezy ze Sterkfontein i známá lebka STS 5 (Mrs Ples). Na rozdíl od Member 5 však chybí kamenné nástroje.[4] Vzhledem k mírným rozdílům ve velikosti i morfologii nalézaných kostí australopitéků předpokládá R. J. Clarke, že v Member 4 je kromě A. africanus zastoupen i další druh.[25] Tento názor však většina odborníků nepodporuje a veškeré nálezy řadí do jediného druhu A. africanus, přičemž variabilita podle nich není větší než u ostatních homininů.[4] Žádná z analýz existenci dvou druhů dosud jednoznačně neprokázala.[26]
- Member 5: Vrstvy obsahují jedny z nejstarších kamenných nástrojů v jižní Africe, patřící oldovanu (3245 kusů) a v mladší části časnému acheuléenu (701 kusů). Do jeskyně se dostaly spíše splachem z povrchu než v důsledku osídlení jeskyně homininy.[13] V úseku s oldovanskými nástroji byly nalezeny nepočetné ostatky druhu Paranthropus robustus, který však není tvůrcem nástrojů.[4] V mladší části byly zjištěny kromě acheuléenské industrie doklady nejméně 4 jedinců druhu Homo ergaster.[13]
- Member 6: Obsahuje nepočetné zvířecí kosti, nebyly však zachyceny žádné ostatky homininů ani kamenné nástroje.[27]
- Post-Member 6 Infill: Obsahuje ostatku druhu Homo sapiens a 50 nástrojů středního paleolitu.
- Jacovec Cavern: Sedimenty obsahují jedny z nejstarších nálezů ve Sterkfontein. V letech 1995-2001 zde bylo získáno 12 zlomků kostí rodu Australopithecus. Morfologicky se mírně se liší od nálezů ostatků A. africanus a není jasné, zda jde jen o důsledek drobných změn druhu v čase nebo zda kosti patří zcela novému druhu.[9] Pokud by se potvdilo značné stáří ostatků, jednalo by se o nejstarší zástupce australopitéků v jižní Africe a o současníky východoafrického druhu A. anamensis. Datace je však zatím nejednoznačná.[13]

## Paleoekologie

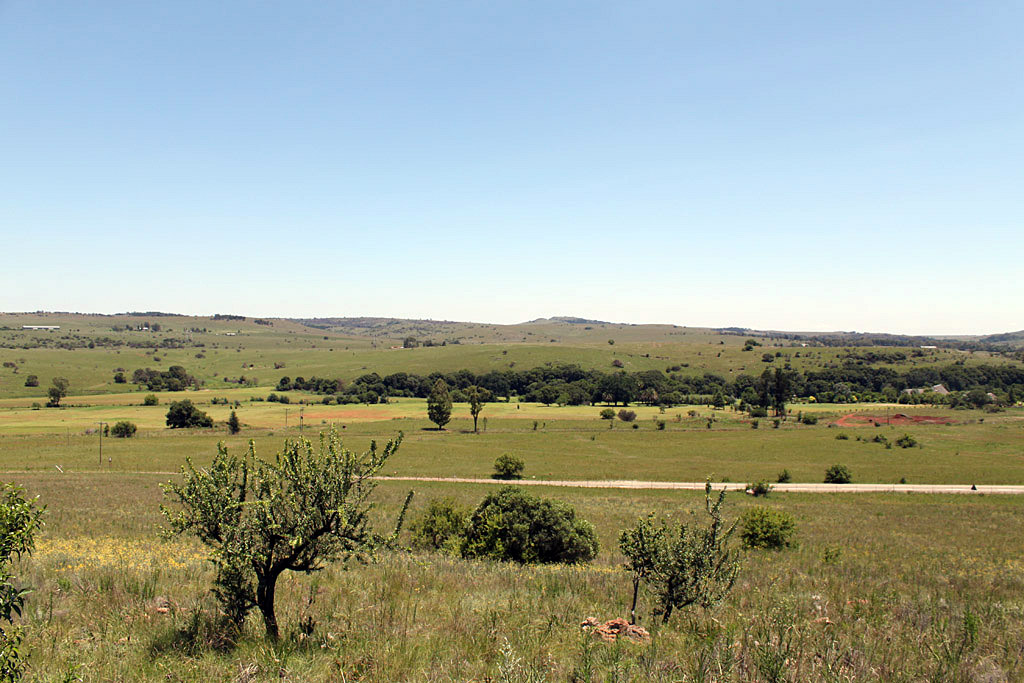
Současná krajina v okolí Sterkfontein

Početné nálezy zvířecích kostí i zbytků rostlin umožňují poměrně dobře rekonstruovat minulé přírodní prostředí lokality. Tyto rekonstrukce se přitom opět soustředí především na dobu, kdy v okolí jeskyně žili jedinci druhu Australopithecus africanus (Member 4).

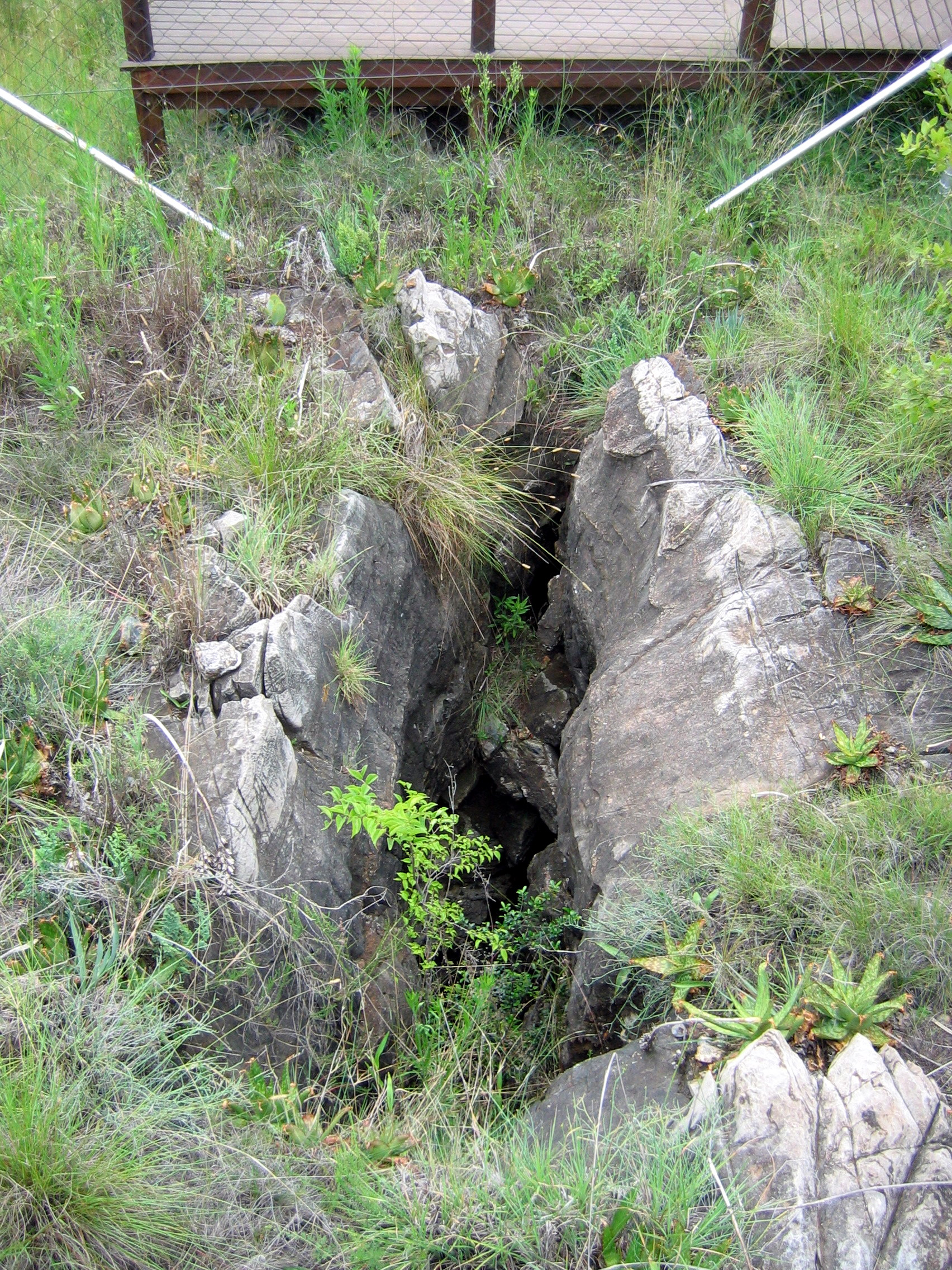
Jeden z průduchů jeskyně Sterkfontein, který se může stát smrtelnou pastí

V době ukládání Member 2 i sedimentů v Jacovec Cavern se v údolí řeky Blaauwbank předpokládá hustší lužní les, dál od vody patrně i prosvětlenější porosty. Tomu nasvědčuje množství nálezů kostí opic (Colobinae) i ostatky levhartů. V okolí se ale mohly vyskytovat i úseky otevřené bezlesé krajiny, což dokládají nálezy turovitých (buvolci, přímorožci) a některých šelem (karakal, vyhynulá hyena Chasmaporthetes, šavlozubé Homotherium). Předpokládá se, že za hromaděním kostí v jeskyni nestojí v této době žádný predátor, nýbrž že zvířata sama spadla dovnitř špatně patrnými komínovými průduchy a nedokázala se již dostat ven.
Ostatky zvířat z Member 4 ukazují na mozaikovitou krajinu, složenou z prosvětlených lesíků, doplněných travnatou krajinou. Fosilizované zbytky dřeva a lián (zejména Dichapetalum mombuttense) však dokládají přítomnost tropického/lužního lesa s hustým podrostem. Ten mohl přežívat v chráněném údolí řeky Blaauwbank, kde se v porovnání s okolím udržovala větší vlhkost. Kosti zvířat se do jeskyně dostaly pravděpodobně činností šelem, které v dutinách měly svá doupata, kam odnášely kořist. Malá část kostí se do jeskyně mohla dostat i splachy z povrchu společně se zeminou.
Krajina v době ukládání Member 5 byla již zřejmě sušší, otevřenější a převládaly v ní traviny, jak ukazují ostatky noháčů, pštrosů, lvů i buvolků. Stále však přežívaly i ostrůvky prosvětlených lesů. Zhruba v době mezi 1,5-2 miliony let tudíž muselo dojít k nápadné proměně krajiny. Vysušování, spojené s ústupem stromových porostů se však značně opozdilo proti východní Africe, kde je patrné již asi před 2,5-2,7 miliony let. Okolí Sterkfontein tak mohlo pro mnohé živočichy včetně časných homininů představovat významné útočiště.